# Rumex
Oseille, Patience, Rumex
Pour l'oseille des bois, voir Oxalis acetosella.
Genre
Rumex, en français Oseille, Patience, Rumex ou Lampée, est un genre de plantes herbacées dicotylédones de la famille des Polygonacées (comprenant notamment le sarrasin et la rhubarbe), poussant à l'état sauvage en Afrique, Europe et en Asie du Nord, ainsi qu'en Amérique du Nord, dont plusieurs espèces sont cultivées comme plantes potagères pour leurs feuilles comestibles.

## Étymologie et dénominations
Le nom du genre vient du latin rumex, « lance, dard » qui est une allusion aux feuilles sagittées (en forme de fer de lance). Le nom vernaculaire oseille est une réfection, sous la graphie ozeille (1393), de l'ancien français oiseles (fin XIe siècle), puis osile (v. 1250), issu du latin populaire acidula, féminin substantivé de l'adjectif acidulus, « aigrelet », avec un dérivé du grec ὀξύς (oxus, « pointu, acide » qui a donné le nom grec oxalis de l'oseille cultivée et l'acide oxalique), auquel il a emprunté son o initial. Les Rumex portent de nombreux noms vernaculaires selon les régions : celui de patience  est une altération du latin lapathium qui désigne cette plante, réinterprétée par l'étymologie populaire qui y voit l'obstination de « mauvaises herbes » et la lenteur de leurs effets médicinaux selon le principe de la théorie des signatures. Celui de doche est un dérivé de l'anglais dock, nom des patiences en anglais (issu de dok, « courte queue »).
Le genre se divise en deux sous-genres : les rumex vrais (Eurumex) ou patiences, souvent amers et astringents du fait de leur importante teneur en tanins, et les oseilles (Acetosa, « vinaigre », et Acetosella) aux feuilles auriculées (embrassant la tige par leurs oreillettes arrondies parallèles au pétiole), particulièrement riches en acides organiques.

## Description

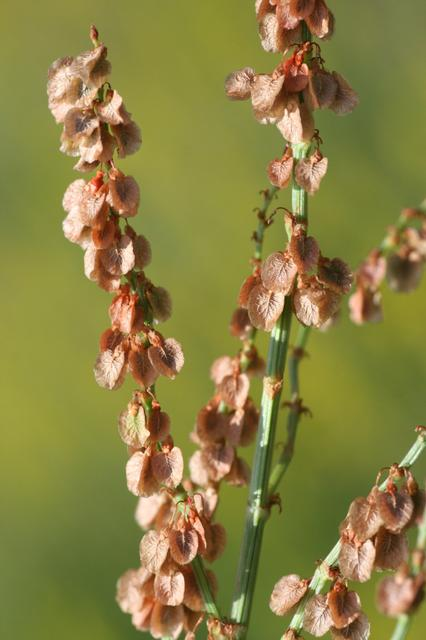
Rumex acetosa.

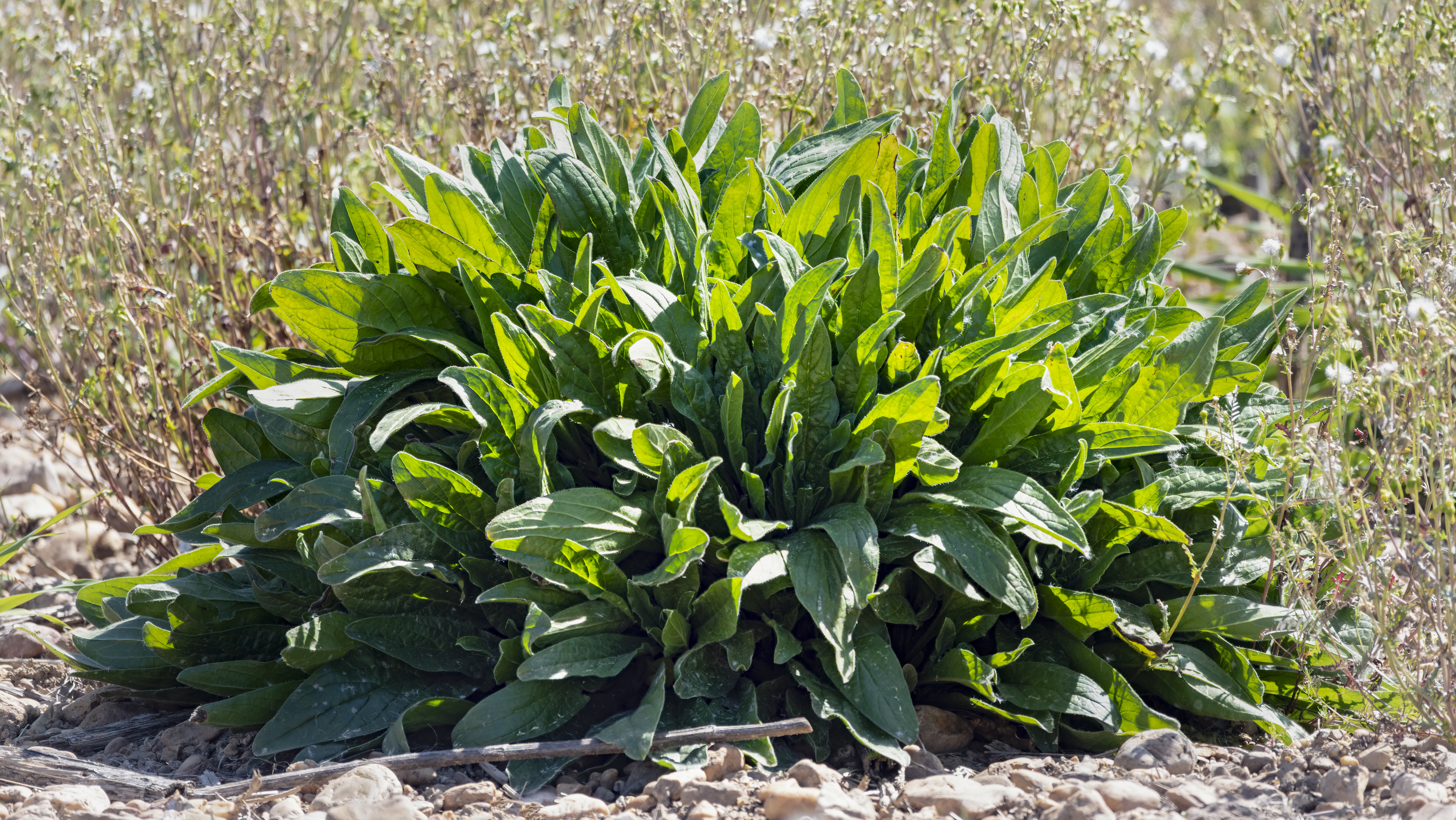
Rumex acetosa (culture).

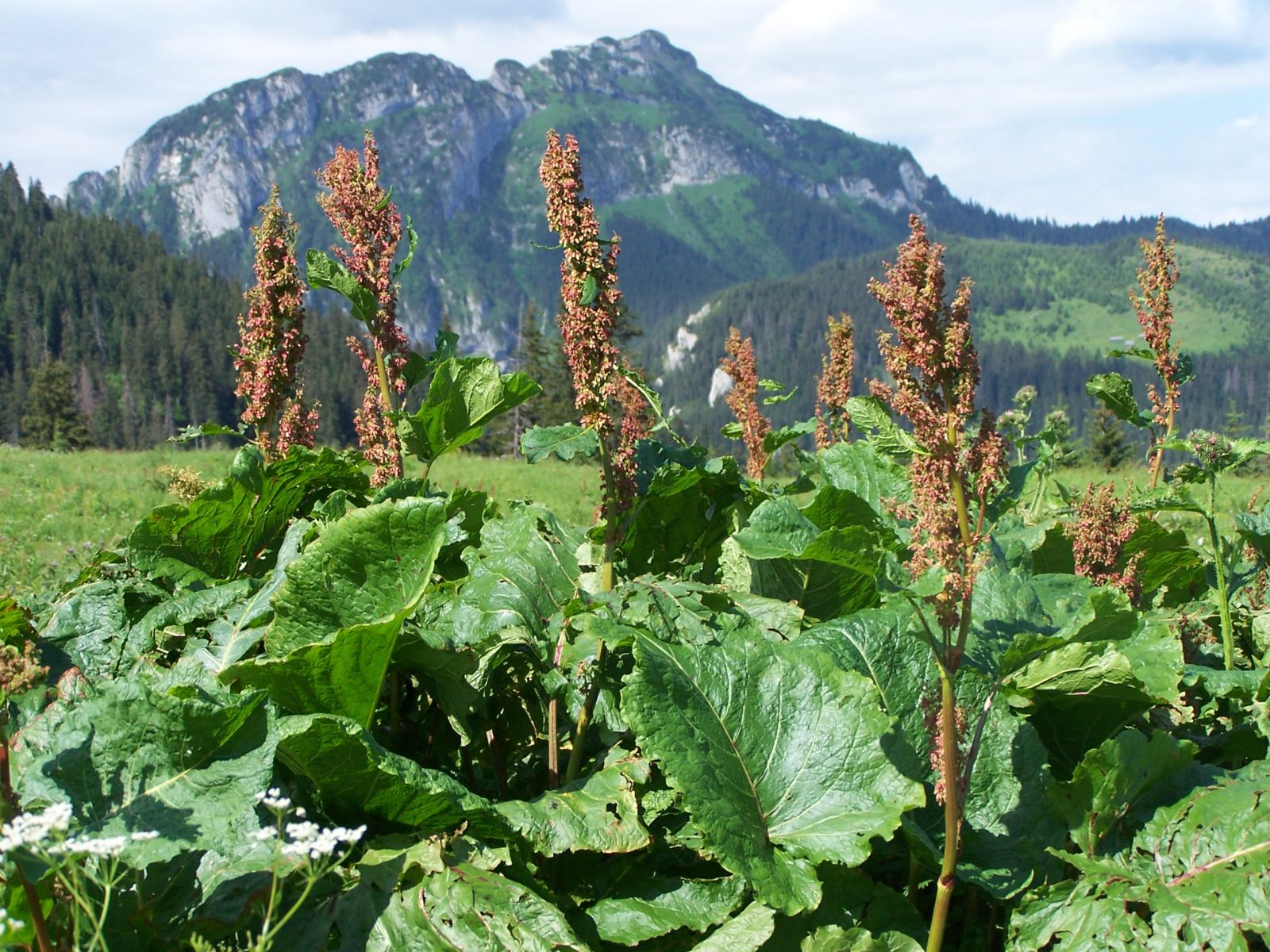
Rumex alpinus.

Ce sont des herbacées vivaces ou plus rarement annuelles, rarement des arbrisseaux, rarement dioïques. Leurs racines sont généralement robustes (pivotantes), ou parfois en rhizome. Les tiges sont érigées, rarement ascendantes ou prostrées, ramifiées. Les feuilles sont simples, souvent dimorphes, fugaces ou persistantes, basales et caulinaires, alternes, à marge entière ou ondulée.
L'inflorescence est généralement terminale, parfois terminale et axillaire, racémeuse ou paniculée. Le pédicelle est articulé, le pédicelle fonctionnel étant constitué du vrai pédicelle et, sous l'articulation, des parties basales unies et rétrécies des tépales externes (le pseudopédicelle). Les fleurs sont bisexuées ou unisexuées (unisexuées chez les plantes dioïques, et rarement chez les plantes polygames-monoïques). Le périanthe est persistant, avec six tépales, s'élargissant et souvent durcis dans le fruit ; le bord de la valve est entier, érodé, denticulé ou diversement denté, à nervure médiane souvent transformée en tubercules (callosités tuberculées). Il y a six étamines, trois styles, allongés ; les stigmates sont pénicillaires. Les fruits sont de akènes trigonaux, elliptiques à ovales.

## Liste des espèces
Le genre Rumex compte 194 espèces réparties dans le monde entier selon Plants of the World online (POWO) (13 mai 2021), dont 49 en Europe (18 en France, 15 en Suisse et 14 en Belgique).
Liste complète selon GBIF (13 mai 2021) :
- Rumex abyssinicus Desf., 1815
- Rumex abyssinicus Jacq.
- Rumex acetosa L.
- Rumex acetosella L.
- Rumex aegyptiacus L.
- Rumex aeroplaniformis Eig
- Rumex aetnensis J.Presl
- Rumex affinis Kunth
- Rumex albescens Hillebr.
- Rumex alcockii Rech.fil.
- Rumex alexandrinus Schult. & Schult.f.
- Rumex algeriensis Barratte & Murb.
- Rumex alpinus L.
- Rumex altissimus Wood
- Rumex alveolatus Losinsk.
- Rumex amanus Rech.fil.
- Rumex ambiguus J.Gay ex Gaudin
- Rumex amurensis F.Schmidt
- Rumex amurensis F.Schmidt ex Maxim.
- Rumex andinus Rech.fil.
- Rumex angiocarpus Murb.
- Rumex angulatus Rech.fil.
- Rumex angustifolius Campd.
- Rumex aquaticiformis Rech.fil.
- Rumex aquaticus L.
- Rumex aquitanicus Rech.fil.
- Rumex arcticus Trautv.
- Rumex arcuatoramosus Rech.fil.
- Rumex argentinus Rech.fil.
- Rumex arifolius All.
- Rumex aristidis Coss.
- Rumex armenus C.Koch
- Rumex armenus K.Koch
- Rumex atlanticus Coss. ex Batt.
- Rumex atlanticus Coss. ex Maire
- Rumex aureostigmatias Kom.
- Rumex aureostigmaticus Kom.
- Rumex auritus Campd.
- Rumex autranianus Freyn & Sint.
- Rumex azoricus Rech.fil.
- Rumex balcanicus Rech.fil.
- Rumex bequaertii De Wild.
- Rumex beringensis Jurtzev & Petrovsky
- Rumex beringensis Yurtsev & V.V.Pertrovsky
- Rumex berlandieri Bello
- Rumex bidens R.Br.
- Rumex biemarginatus Gand.
- Rumex bipinnatus L.fil.
- Rumex bithynicus Rech.fil.
- Rumex bolosii Stübing, Peris & Romo
- Rumex bonariensis Campd.
- Rumex brachypodus Rech.fil.
- Rumex brasiliensis Link
- Rumex britannica L.
- Rumex britannicus Elliott
- Rumex britannicus Hoffmanns.
- Rumex brownei Campd.
- Rumex brownianus Campd., 1830
- Rumex bryhnii Snogerup
- Rumex bucephalophorus L.
- Rumex californicus Rech.fil.
- Rumex calthifolius Campd.
- Rumex capensis L. ex B.D.Jacks.
- Rumex caucasicus Rech.fil.
- Rumex ceretanus Sennen, 1927
- Rumex chalepensis Mill.
- Rumex chrysocarpos Moris
- Rumex chrysocarpus Moris
- Rumex chymophyllus Gand.
- Rumex confertus Willd.
- Rumex conglomeratus Murray
- Rumex cordatus Desf.
- Rumex cordifolius Hornem. ex Campd.
- Rumex cordifolius Hornem. ex Rchb.
- Rumex costaricensis Rech.fil.
- Rumex crispellus Rech.fil.
- Rumex crispissimus Kuntze
- Rumex crispus L.
- Rumex cristatus DC.
- Rumex cristatus Fr.
- Rumex cristatus hort. ex Schult.f., 1830
- Rumex crystallinus Lange
- Rumex cuneifolius Campd.
- Rumex cyprius Murb.
- Rumex daghestanicus K.Koch
- Rumex darwinianus Rech.fil.
- Rumex densiflorus Osterh.
- Rumex dentatus L.
- Rumex dentatus Wall., 1829
- Rumex diclinis Larrañaga
- Rumex dimorphophyllus Gand.
- Rumex dregeanus Meisn.
- Rumex drummondii Meisn.
- Rumex dubius E.H.L.Krause
- Rumex dumosus A.Cunn. ex Meisn.
- Rumex durispissimus Kuntze
- Rumex elbrusensis Boiss.
- Rumex elbursensis Boiss.
- Rumex ellenbeckii Damm.
- Rumex ellenbeckii Dammer ex Engl.
- Rumex ellipticus Greene
- Rumex ephedroides Bornm.
- Rumex erosus Schult. & Schult.f.
- Rumex evenkiensis Elis.
- Rumex fimbriatus Poir.
- Rumex fischeri Rchb.
- Rumex flexicaulis Rech.fil.
- Rumex flexuosus Sol. ex G.Forst.
- Rumex flexuosus Sol. ex Hook.f.
- Rumex fraternus Gand.
- Rumex frutescens Thouars
- Rumex gangotrianus Aswal & S.K.Srivast.
- Rumex garipensis Meisn.
- Rumex giganteus Aiton
- Rumex ginii Maire
- Rumex gmelinii Turcz.
- Rumex gmelinii Turcz. ex Ledeb.
- Rumex gombae Bihari ex Javorka
- Rumex gracilescens Rech.fil.
- Rumex gracilis Eckstr., 1866
- Rumex gracilis Ekstr.
- Rumex graminifolius Georgi ex Lamb.
- Rumex granulosus Wender.
- Rumex granulosus Wender. ex Steud.
- Rumex hadmocarpus Rech.f.
- Rumex hastatulus Baldwin
- Rumex hastatulus Baldwin ex Elliott, 1817
- Rumex hastatus D.Don
- Rumex hellenicus Formánek
- Rumex heterophylus Raf.
- Rumex hexagynus Schult. & Schult.f.
- Rumex hirsutus Ten
- Rumex hirsutus Ten. ex Steud.
- Rumex horizontalis K.Koch
- Rumex hostilis Lour.
- Rumex hultenii Tzvelev
- Rumex hybridus E.H.L Krause
- Rumex hydrolapathum (Scop.) Huds.
- Rumex hymenosepalus Torr.
- Rumex hypogaeus T.M.Schust. & Reveal
- Rumex inconspicuus Rech.fil.
- Rumex induratus Boiss. & Reut.
- Rumex insularis (Tolm.) Czerep.
- Rumex integrifolia Raf.
- Rumex intermedius DC.
- Rumex jacutensis Kom.
- Rumex japonicus Houtt.
- Rumex japonicus Meisn., 1865
- Rumex kandavanicus (Rech.fil.) Rech.fil.
- Rumex kaschgaricus Chang Y.Yang
- Rumex kerneri Borbás
- Rumex komarovii Schischk. & Serg.
- Rumex krausei Jurtzev & Petrovsky
- Rumex lanceolatus Thunb.
- Rumex lanuginosus Campd.
- Rumex lapponicus (Hiitonen) Czernov
- Rumex lappula Meisn.
- Rumex latifolius Humb. ex Cham. & Schltdl.
- Rumex lativalvis Meisn.
- Rumex lentatus Gouan
- Rumex leptocaulis Brandbyge & Rech.fil.
- Rumex limoniastrum Jaub. & Spach
- Rumex longifolius DC.
- Rumex longifolius Krock
- Rumex lorentzianus Lindau
- Rumex ludovicianus Raf.
- Rumex lugdunensis Gand.
- Rumex lunaria L.
- Rumex macranthus Boiss.
- Rumex madaio Makino
- Rumex maderensis Lowe
- Rumex magellanicus Campd.
- Rumex maricola Remy
- Rumex maritimus L.
- Rumex marschallianus Rchb.
- Rumex microcarpus Campd.
- Rumex monticola Schult. & Schult.f.
- Rumex nebroides Campd.
- Rumex neglectus Kirk
- Rumex nematopodus Rech.fil.
- Rumex nepalensis Spreng.
- Rumex nervosus Vahl
- Rumex nivalis Hegetschw.
- Rumex oblongifolius Tolm.
- Rumex obovatus Danser
- Rumex obtusifolius L.
- Rumex occidentalis (Michx.) S.Watson
- Rumex occultans Sam.
- Rumex ochotensis Schult. & Schult.f.
- Rumex olympicus Boiss.
- Rumex orbiculatus A.Gray
- Rumex orthoneurus Rech.fil.
- Rumex pallidus Bigelow
- Rumex palustris Sm.
- Rumex papilio Coss. & Balansa
- Rumex papillaris Boiss. & Reut.
- Rumex paraguayensis Parodi
- Rumex patagonicus Rech.fil.
- Rumex patientia L.
- Rumex paucifolius Nutt.
- Rumex paulsenianus Rech.fil.
- Rumex peregrinus Schult. & Schult.f.
- Rumex persicaria Clem. & E.G.Clem.
- Rumex persicarioides L.
- Rumex persicaris Clem. & E.G.Clem.
- Rumex peruanus Rech.fil.
- Rumex pictus Forssk.
- Rumex polycarpus Rech.fil.
- Rumex polygamus Sessé & Moc.
- Rumex ponticus E.H.L.Krause
- Rumex popovii Pachom.
- Rumex praecox Rydb.
- Rumex pseudoalpinus Höfft
- Rumex pseudonatronatus (Borbás) Borbás ex Murb.
- Rumex pseudonatronatus Borbás
- Rumex pulcher L.
- Rumex punjabensis K.M.Vaid & H.B.Naithani
- Rumex purpureus Link
- Rumex pyrenaicus Pourr. ex Lapeyr.
- Rumex rectinervis Rech.fil.
- Rumex rectinervius Rech.f.
- Rumex repandus Bosc ex Pers.
- Rumex retroflexus Lag. ex Schult. & Schult.f.
- Rumex rhodesius Rech.fil.
- Rumex romassa Remy
- Rumex romassa Remy ex Gay
- Rumex roseus Aucher ex Meisn., 1856
- Rumex roseus L.
- Rumex rossicus Murb.
- Rumex rothschildianus Aarons. ex Evenari
- Rumex rugosus Campd.
- Rumex rupestris Le Gall
- Rumex ruwenzoriensis Chiov.
- Rumex sagittatus Thunb.
- Rumex salicifolius Weinm.
- Rumex samuelssonii Rech.f.
- Rumex sanguineus L.
- Rumex schischkinii Losinsk.
- Rumex schulteii Meisn., 1856
- Rumex schultesii Meisn.
- Rumex scutatus L.
- Rumex sellowianus Rech.fil.
- Rumex sellowianus Reich.f.
- Rumex sennenii Rech.f., 1932
- Rumex shultzii Raf.
- Rumex sibiricus Hultén
- Rumex similans Rech.fil.
- Rumex simpliciflorus Murb.
- Rumex skottsbergii O.Deg. & I.Deg.
- Rumex songaricus Fisch. & C.A.Mey.
- Rumex spathulatus Thunb.
- Rumex spinosus L.
- Rumex spinosus Thomas ex Meisn., 1856
- Rumex spiralis Small
- Rumex spurius Raf.
- Rumex stenoglottis Rech.fil.
- Rumex stenophyllus Ledeb.
- Rumex steudelii Hochst. ex A.Rich.
- Rumex subarcticus Lepage
- Rumex subrotundus Campd.
- Rumex suffruticosus Gay & Gay, 1929
- Rumex suffruticosus Meisn.
- Rumex sylvaticus Raf.
- Rumex tagaensis T.Kawahara
- Rumex tenax Rech.fil.
- Rumex tenellus Lavy
- Rumex thellungii Danser, 1922
- Rumex thyrsiflorus Fingerh., 1829
- Rumex thyrsoides Desf.
- Rumex tianschanicus Losinsk.
- Rumex tmoleus Boiss.
- Rumex tolimensis Wedd.
- Rumex triangularis (Danser) Rech.f.
- Rumex triangulivalvis (Danser) Rech.fil.
- Rumex trifidus Campd.
- Rumex trisetifer Stokes
- Rumex tuberosus L.
- Rumex tunetanus Barratte & Murb.
- Rumex turcomanicus (Rech.fil.) Czerep.
- Rumex ucranicus Fisch.
- Rumex ucranicus Fisch. ex Spreng.
- Rumex undulatus Formánek
- Rumex uruguayensis Rech.fil.
- Rumex usambarensis (Engl. ex Dammer) Dammer
- Rumex usticanus Lojac.
- Rumex venosus Pursh
- Rumex verrietianus Gand.
- Rumex verticillatus L.
- Rumex vesicarius L.
- Rumex violascens Rech.fil.
- Rumex woodii N.E.Br.
- Rumex yungningensis Sam.
- Rumex ×abortivus Ruhmer
- Rumex ×accessorius Rech.fil.
- Rumex ×acetoselliformis Murr
- Rumex ×acutus L.
- Rumex ×adscendens Danser
- Rumex ×advenigena Danser & Kloos
- Rumex ×akeroydii Rumsey
- Rumex ×alexidis B.Boivin
- Rumex ×alexidus B.Boivin
- Rumex ×ambigens Hausskn.
- Rumex ×anisotylodes Sumnev.
- Rumex ×anisotyloides Sumnev.
- Rumex ×anisotyloies Sumner
- Rumex ×areschougii Beck
- Rumex ×armoraciifolius L.Neumann
- Rumex ×arnottii Druce
- Rumex ×arpadianus Bihari
- Rumex ×attenuatus Valta
- Rumex ×austriacus Teyber
- Rumex ×babiogorensis Zapal.
- Rumex ×balatonensis Borbás
- Rumex ×balatonus Borbás
- Rumex ×bethkei Abrom.
- Rumex ×bontei Danser
- Rumex ×borbasii Blocki
- Rumex ×brueggeri Guerke.
- Rumex ×cacozelus Valta
- Rumex ×caldeirarum Rech.fil.
- Rumex ×callianthemus Danser
- Rumex ×carinthiacus Rech.
- Rumex ×castrensis Rech.fil.
- Rumex ×celticus Akeroyd
- Rumex ×comaumensis Rech.fil.
- Rumex ×confinis Hausskn.
- Rumex ×confusus Simonk.
- Rumex ×conspersus C.Hartm.
- Rumex ×corconticus Kubát
- Rumex ×cordifolius Brügger
- Rumex ×cornubiensis Holyoak
- Rumex ×dacicus Rech.
- Rumex ×danseri Rech.
- Rumex ×degenii Rech.
- Rumex ×devriesii Bihari ex Rech.f., 1932
- Rumex ×didericae Danser
- Rumex ×digeneus Beck
- Rumex ×dimidiatus Hausskn.
- Rumex ×discriminans Danser
- Rumex ×dissimilis Rech.fil.
- Rumex ×dolosus Valta
- Rumex ×duftii Hausskn.
- Rumex ×dumulosus Hausskn.
- Rumex ×erubescens Simonk.
- Rumex ×exspectatus Rech.fil.
- Rumex ×exsul Danser
- Rumex ×fallacinus Hausskn.
- Rumex ×finitimus Hausskn.
- Rumex ×franktonis B.Boivin
- Rumex ×gamsii Murr
- Rumex ×gayeri Rech.f.
- Rumex ×gemlikensis Rech.fil.
- Rumex ×gieshueblensis Rech.
- Rumex ×goethartii Danser
- Rumex ×gombae Bihari ex Jáv.
- Rumex ×griffithii Rech.fil.
- Rumex ×grintzescui Prodan
- Rumex ×guaitecanus Rech.fil.
- Rumex ×gusuleacii Prodan
- Rumex ×hagensis Danser
- Rumex ×haussknechtii Beck
- Rumex ×hayekii Rech.
- Rumex ×hazslinszkyanus Bihari
- Rumex ×heimerlii Beck
- Rumex ×henrardii Danser
- Rumex ×heterophyllus Schultz
- Rumex ×hoschedei H.Lév.
- Rumex ×hungaricus Bihari
- Rumex ×hybridus Hausskn.
- Rumex ×hybridus Kindb.
- Rumex ×impurus Maire & Weiller
- Rumex ×intercedens Rech.
- Rumex ×interjectus Rech.fil.
- Rumex ×inundatus Simonk.
- Rumex ×jansenii Danser
- Rumex ×johannis-moorei Rech.fil.
- Rumex ×kaschmirianus Rech.fil.
- Rumex ×kerneri Blocki
- Rumex ×khorasanicus Rech.fil.
- Rumex ×kloosii Danser
- Rumex ×knafii Celak.
- Rumex ×knapfii Čelak., 1871
- Rumex ×knekii Rech.
- Rumex ×larinii Borodina
- Rumex ×leptophyllus Murb. & Rech.
- Rumex ×lousleyi D.H.Kent
- Rumex ×melinkae Rech.fil.
- Rumex ×mezei Hausskn.
- Rumex ×mirabilis Rech.fil.
- Rumex ×mixtus F.Lamb.
- Rumex ×mixtus M.L.Lambert, 1912
- Rumex ×moedlingensis Rech.
- Rumex ×monistrolensis Marcet
- Rumex ×muellneri Rech.
- Rumex ×munshii Rech.fil.
- Rumex ×mureti Hausskn.
- Rumex ×nankingensis Rech.f.
- Rumex ×niesslii A.Wildt
- Rumex ×nilssonii Beck, 1904
- Rumex ×ogulinensis Borbás
- Rumex ×oryzetorum Rech.fil.
- Rumex ×pakistanicus Rech.fil.
- Rumex ×palustroides Simonk.
- Rumex ×pannonicus Rech.
- Rumex ×peisonis Rech.
- Rumex ×philpii Kitch.
- Rumex ×platyphyllos Aresch.
- Rumex ×pratensis Mert. & W.D.J.Koch
- Rumex ×promiscuus Rech.fil.
- Rumex ×propinquus Aresch.
- Rumex ×prusianus Rech.fil.
- Rumex ×pseudoorbiculatus Rech.f.
- Rumex ×pseudopatientia Rech.fil.
- Rumex ×pseudopulcher Hausskn.
- Rumex ×rhaeticus Brügger
- Rumex ×romanicus Prodan
- Rumex ×rosemurphyae Holyoak
- Rumex ×ruehmeri Hausskn.
- Rumex ×sagorskii Hausskn.
- Rumex ×salicetorum Rech.
- Rumex ×salisburgensis C.Fritsch & Rech.
- Rumex ×sanninensis Rech.
- Rumex ×sannineus Rech.fil.
- Rumex ×schlagintweitii Rech.fil.
- Rumex ×schreberi Hausskn.
- Rumex ×schulzei Hausskn.
- Rumex ×simonkaianus Bihari
- Rumex ×skofitzii Blocki
- Rumex ×sorkhabadensis Rech.fil.
- Rumex ×spurius E.G.Camus
- Rumex ×stenophylloides Simonk.
- Rumex ×subdubius Rech.fil.
- Rumex ×subtranianus Freyn & Sint.
- Rumex ×subtrilobus Boiss.
- Rumex ×talaricus Rech.fil.
- Rumex ×theflungii Danser
- Rumex ×toepfferi Rech.
- Rumex ×toepffieri Rech.
- Rumex ×togaensis Kawah.
- Rumex ×transbaicalicus Rech.fil.
- Rumex ×transiens (Simonk.) Tzvelev
- Rumex ×trimenii E.G.Camus
- Rumex ×triplex Danser
- Rumex ×ujskensis Rech.fil.
- Rumex ×uludaghensis Rech.fil.
- Rumex ×upsaliensis Danser
- Rumex ×wachterianus Danser
- Rumex ×weberi Fisch.-Benz.
- Rumex ×wettsteinii A.Wildt
- Rumex ×wildtianus Domin
- Rumex ×wippraensis Wein
- Rumex ×wirtgenii Beck
- Rumex ×wrightii Lousley
- Rumex ×xenogenus Rech.f.
- Rumex ×zsakii Bihari

## Synonymes
Les genres suivants sont synonymes de Rumex selon GBIF (13 mai 2021) :
- Acetosa Tourn. ex Mill.
- Acetosella (Meisn.) Fourr.
- Analiton Raf.
- Atecosa Raf.
- Bucephalophora Pau
- Bucephalora Pau
- Centopodium Burch.
- Emex Neck. ex Campderá
- Eutralia Raf.
- Lapathon Raf.
- Lapathum Mill.
- Menophyla Raf.
- Nemolapathum Ehrh.
- Oxylapathon St.-Lag.
- Patientia Raf.
- Pauladolfia Börner
- Podocentrum Burch. ex Meisn.
- Rhodoptera Raf.
- Steinmannia Opiz
- Tomaris Raf.

## Utilisations

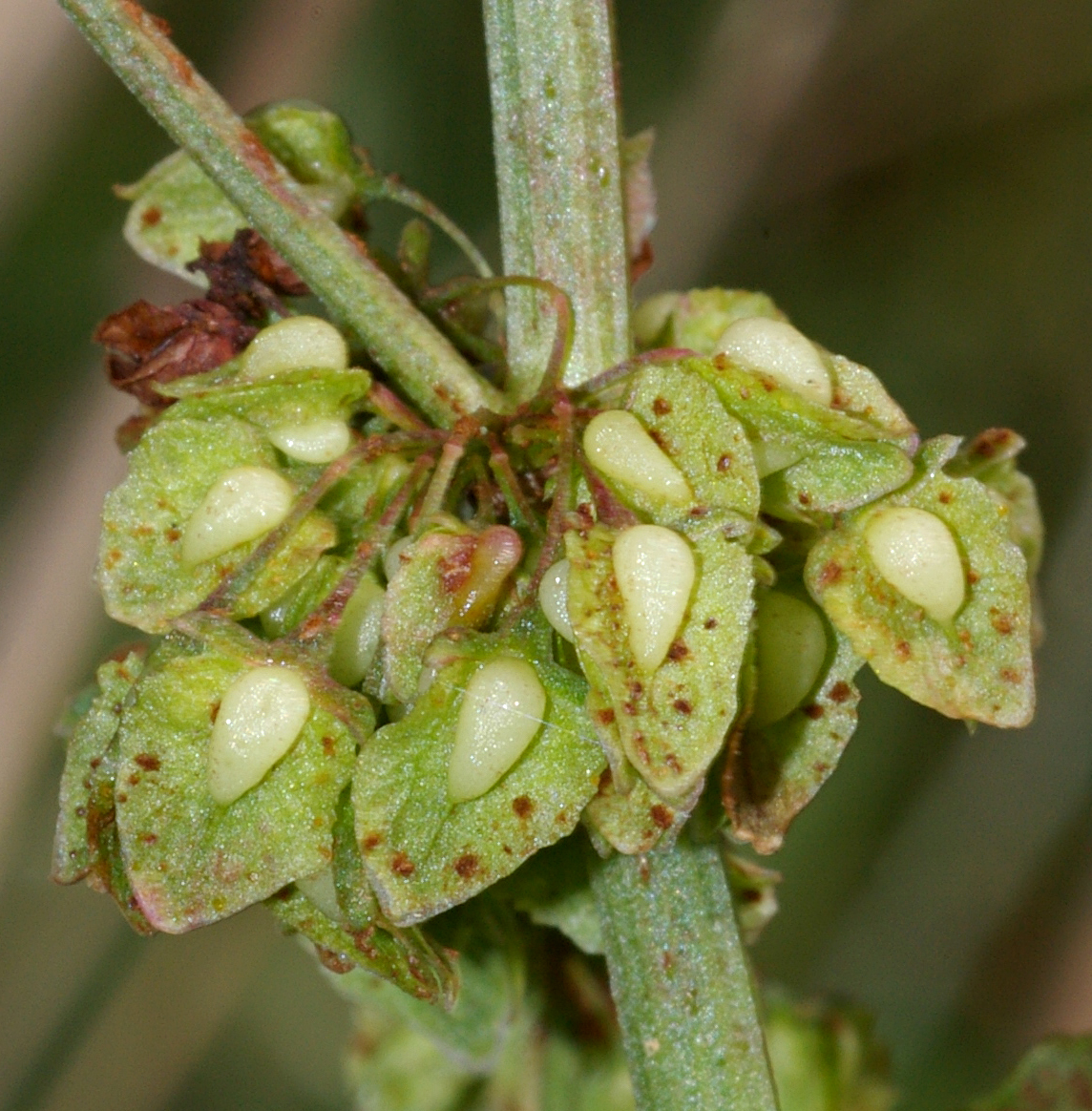
Le fruit trigone est recouvert par les valves fructifères issues des trois tépales internes accrescents, munies sur le dos de granules charnus.

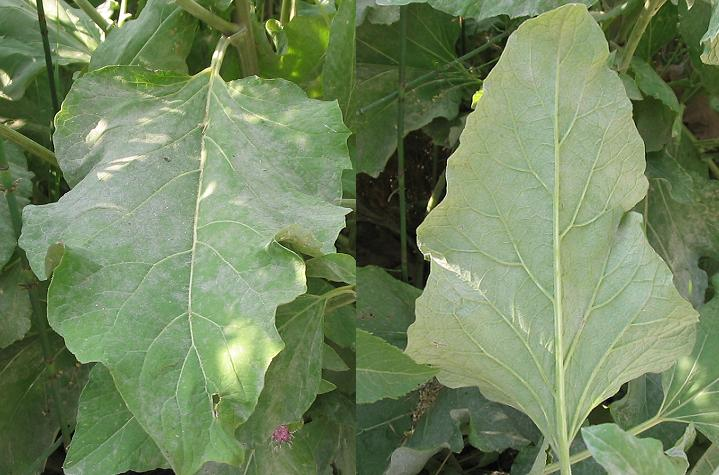
Les feuilles de Rumex sont parfois confondues avec les feuilles plus cordiformes de Bardane, au duvet blanc sur la face inférieure et à la face supérieure poilue, et celles des Arums, qui ont des nervures longeant leur marge et provoquent en bouche une brûlure douloureuse.

### Alimentaire
Les feuilles de certaines espèces sont comestibles. Ce sont des oseilles qui sont cultivées comme plante potagère, notamment Rumex acetosa (l'oseille commune ou grande oseille), et Rumex patientia (l'oseille-épinard ou patience des moines), plus rarement Rumex alpestris (es) (l'oseille vierge) et Rumex scutatus (l'oseille en écusson). On ignore quand l'oseille a été domestiquée ; les graines de Rumex apparaissent fréquemment dans les assemblages de semences liées à des structures de stockage à l'âge du fer, ce qui évoque leur consommation, mais la présence sporadique de ces graines ne peut attester leur culture dans les jardins.
Les feuilles et pétioles de l'oseille sont utilisés en cuisine. Leur saveur douce et acidulée est telle qu'elles peuvent être mangées crues en salade, ou cuite (soupe, confiture, compote et tarte notamment avec les pétioles de l'Oseille des Alpes). La petite oseille (Rumex acetosella) est une plante à la saveur proche, à ne pas confondre avec Oxalis acetosella, du genre Oxalis, que certains nomment à tort petite oseille. Cette dernière espèce, sauvage, n'est toutefois pas cuisinée. Les enfants s'amusaient autrefois à suçoter les tiges de ces petites oseilles.
Une fois cuisinée, l'oseille ne se conserve pas au réfrigérateur. Il convient de la cueillir au fur et à mesure des besoins et de la consommer rapidement ou de la congeler.
Certains auteurs évoquent une utilisation très marginale des graines de rumex. Elles seraient consommables mais de faible valeur alimentaire. Débarrassées  de leur enveloppe très astringente et moulues , elles ont été, en période de famine moulues et mélangées en petites quantités à la farine pour faire des bouillies, des galettes, voire du pain. Une opération difficile qui a été pratiquée pour produire autrefois ce que l'on appelle des "aliments de disette".
La plupart des rumex sauvages ne sont pas comestibles. Ils sont âcres et amers en raison de leur richesse en tanins. Ils n'ont pas l'acidulé des oseilles sauvages. Le seul usage que l'on recense est celui du rumex à feuilles obtuses qui servaient à envelopper le beurre, ce qui lui a valu en Alsace, le surnom de "butterblatta" 

### Médicinales
La médecine populaire d'Europe centrale et d'Europe de l'Est fait une grande place aux rumex depuis des siècles (traitement des tuméfactions de tissus, d'articulation ou d'organes ; activité supposée sur les tumeurs cancéreuses), alors que ceux-ci sont presque absents de la phytothérapie moderne occidentale. Toutes les parties de la plante fraîche, séchée ou cuite (racine, feuille, semence et grain, inflorescences) sont utilisées en cataplasmes, onctions, tisanes, pastilles, suppositoires, poudres, vins médicinaux, préparations à base de vinaigre et d'eau de vie. Les indications les plus citées sont : « arrêt d’hémorragies, scorbut, stomatites infectieuses, diarrhées diverses, bilharziose, vers intestinaux, spasmes abdominaux, problèmes gastriques, hémorroïdes, ictère, affections respiratoires, affections rénales, gonorrhée, ulcère syphilitique, infections cutanées, plaies par coupures, abcès, escarres, rhumatismes et tuméfactions ».

Frotter une feuille de Rumex sur une peau piquée par les orties ou les insectes est réputé pour supprimer les démangeaisons.

### Flore bioindicatrice
Les Rumex sont des plantes bioindicatrices de l'état des sols :

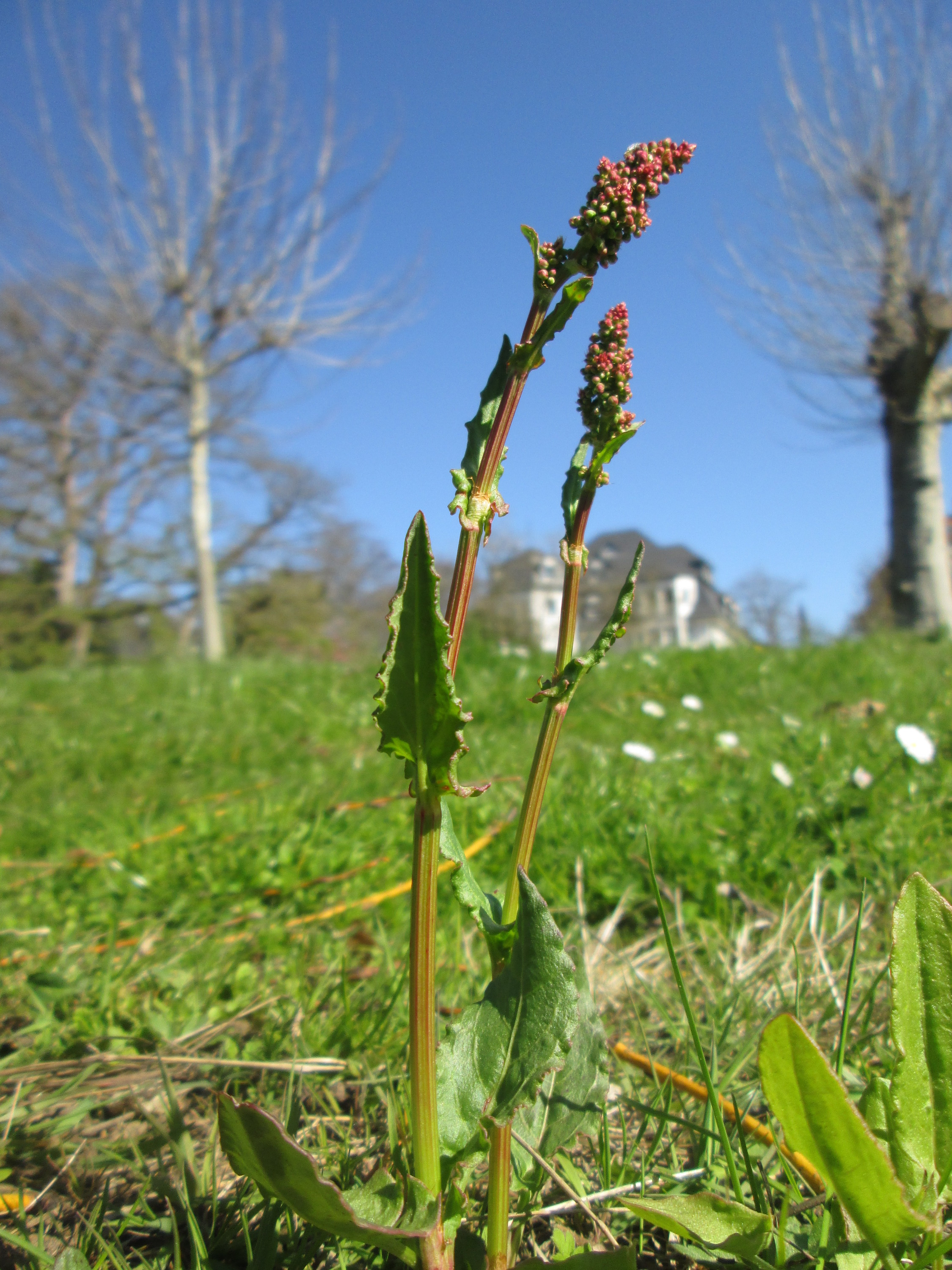
L'oseille commune est une espèce des prairies à haute valeur fourragère, équilibrées en eau et en matière organique.
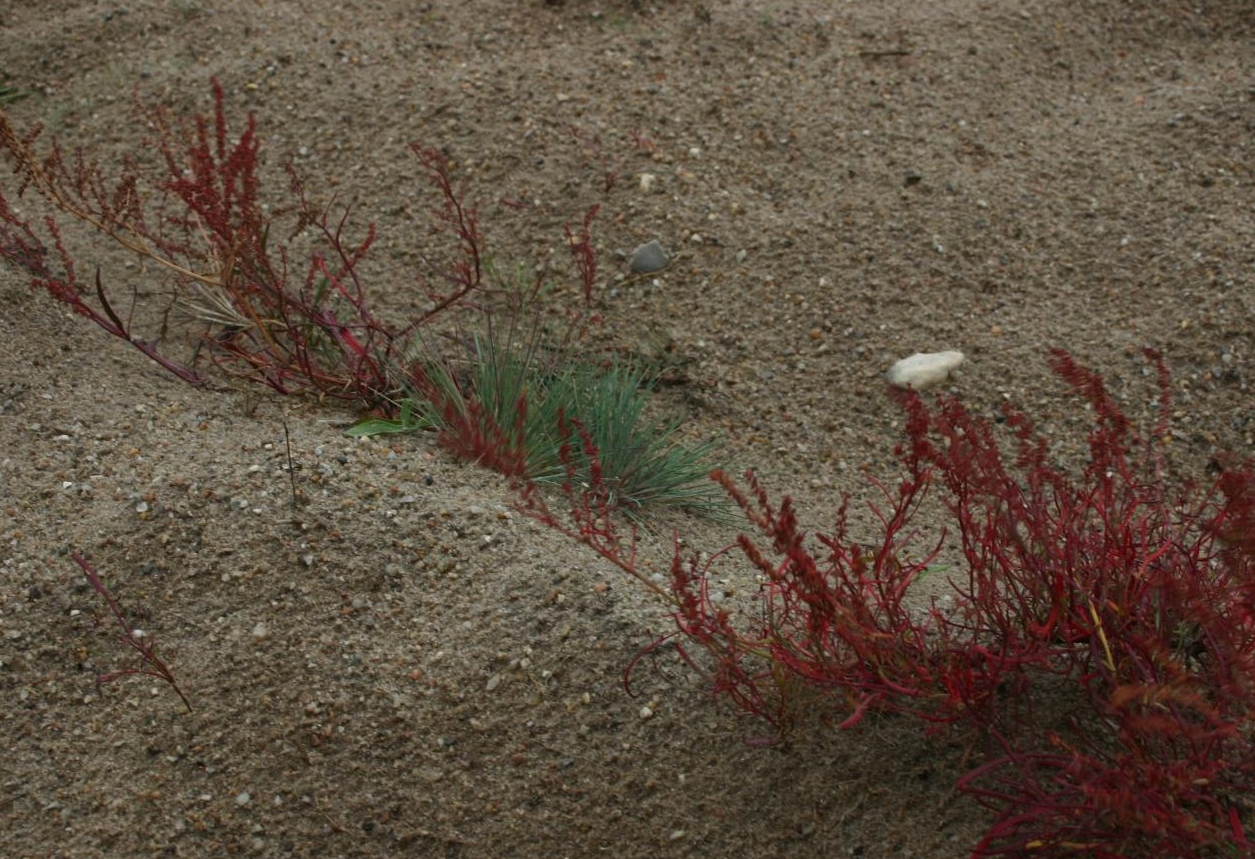
La petite oseille, espèce pionnière des dunes, indique des sols avec une perte d'humus[20].
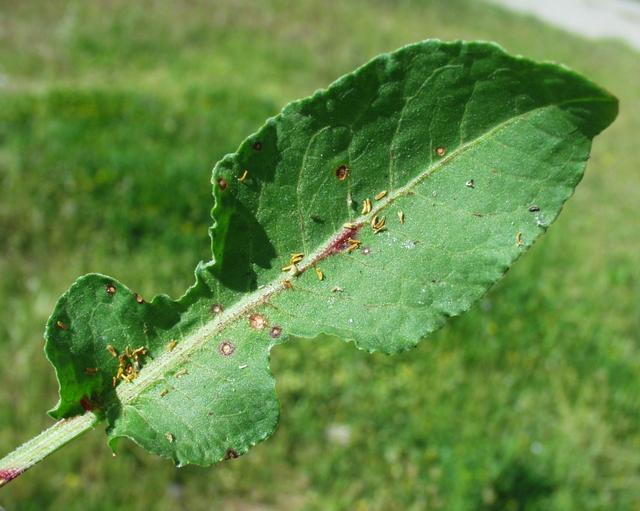
La Patience-violon indique un sol compacté par temps sec.
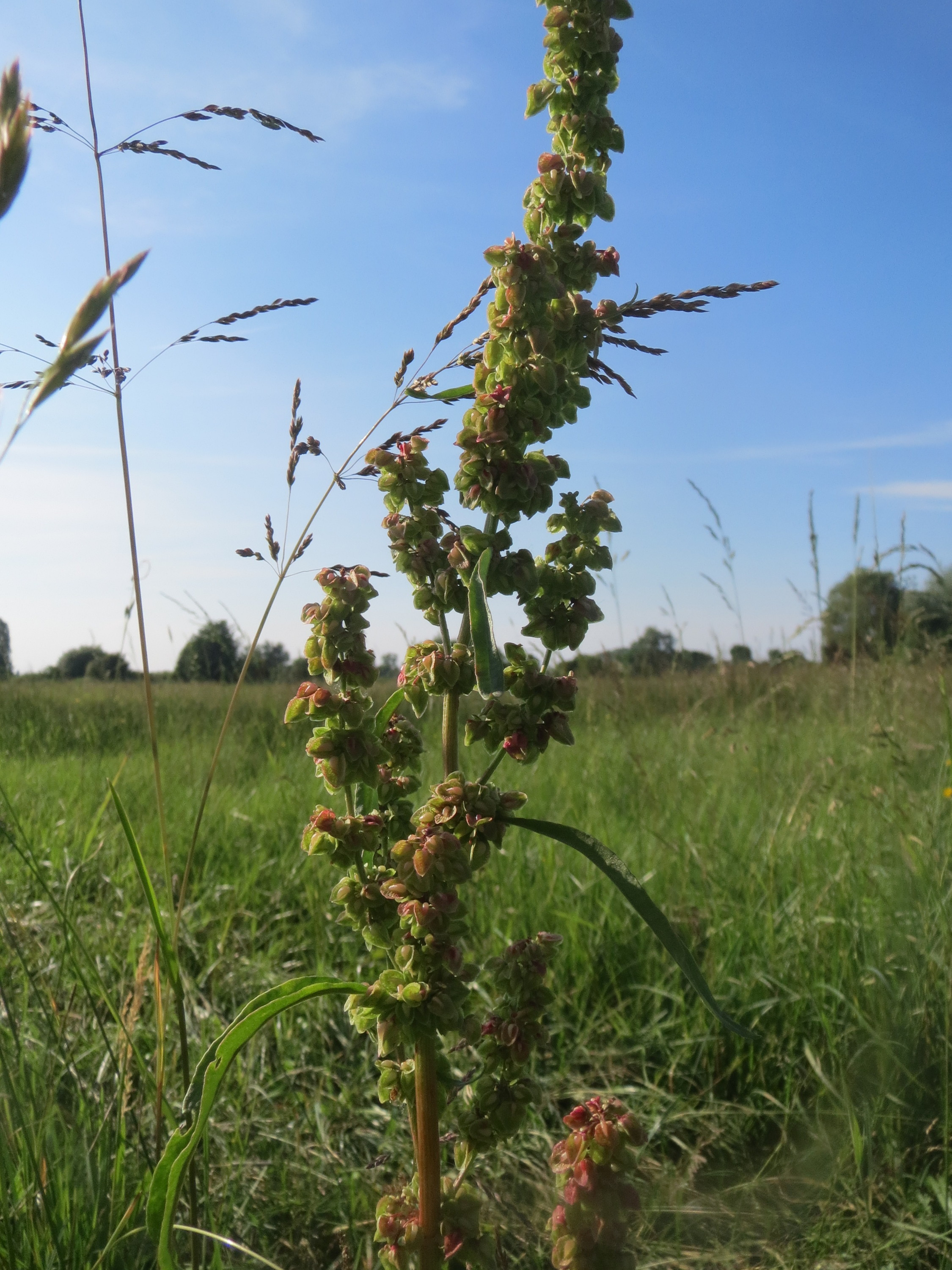
Rumex crispus traduit un hydromorphisme induit en terrain plutôt alcalin.
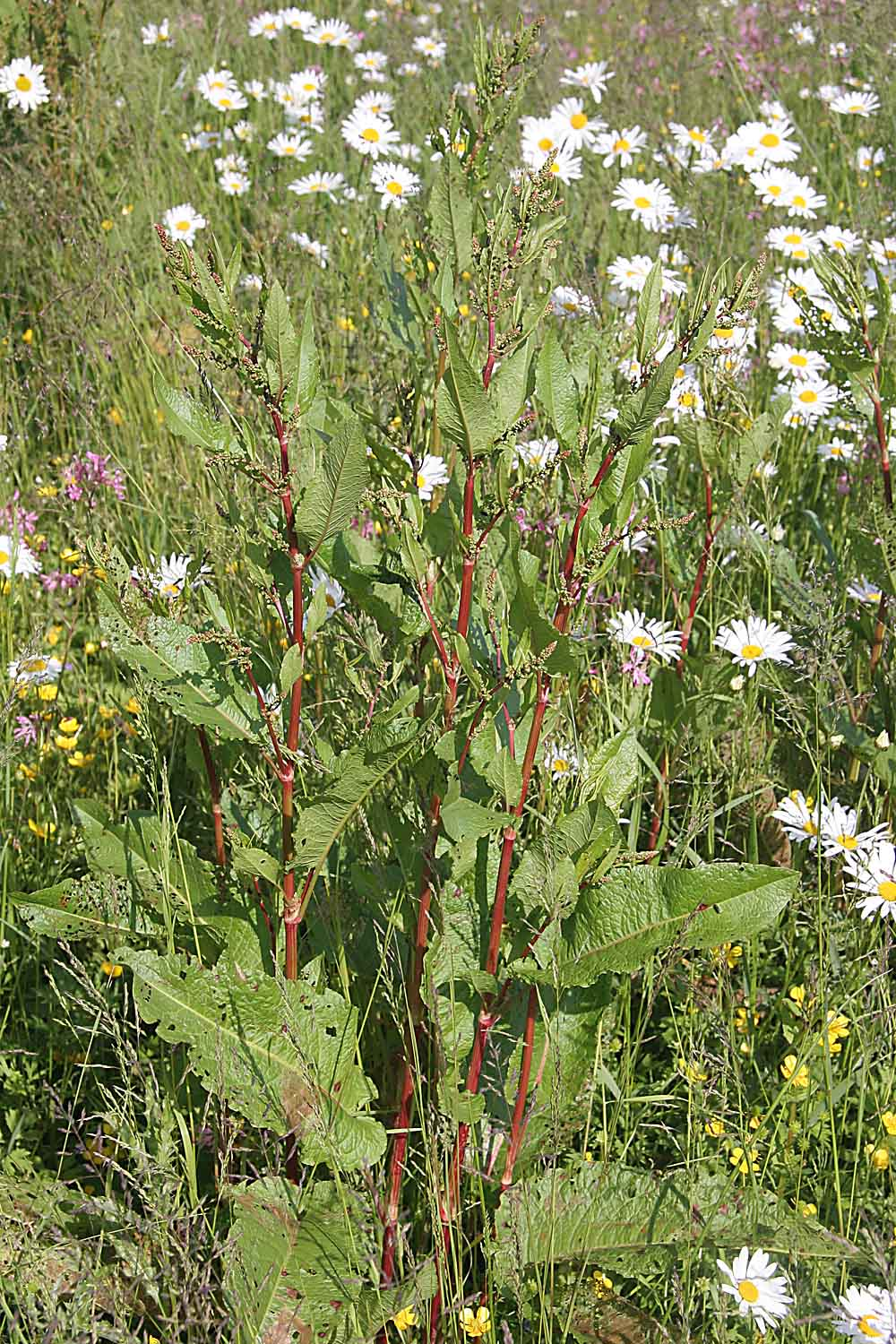
Rumex obtusifolius est un marqueur d'hydromorphisme induit sur un substrat plutôt acide.
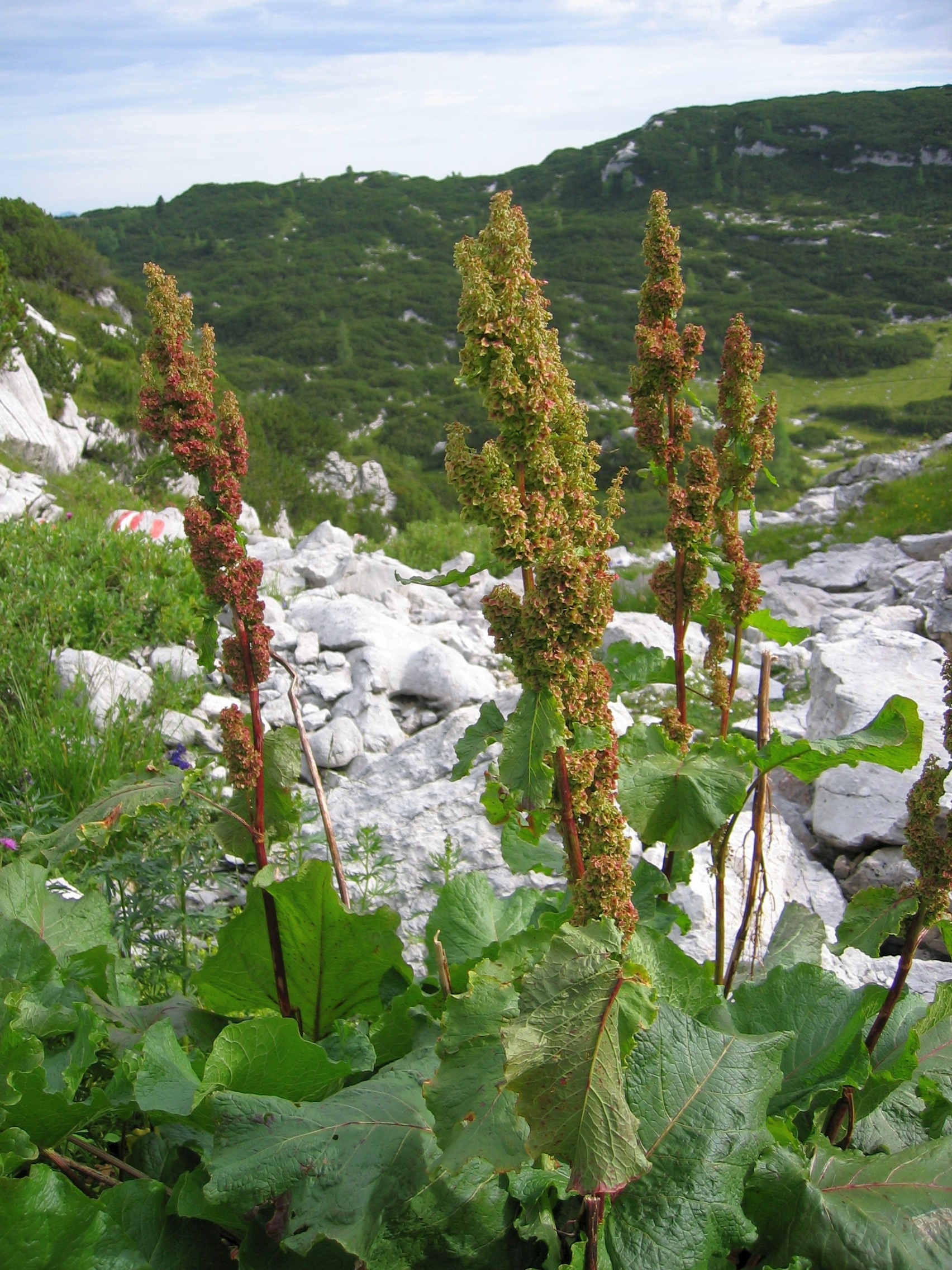
Rumex alpinus indique un hydromorphisme induit sur un sol en altitude.

## Composants chimiques notables

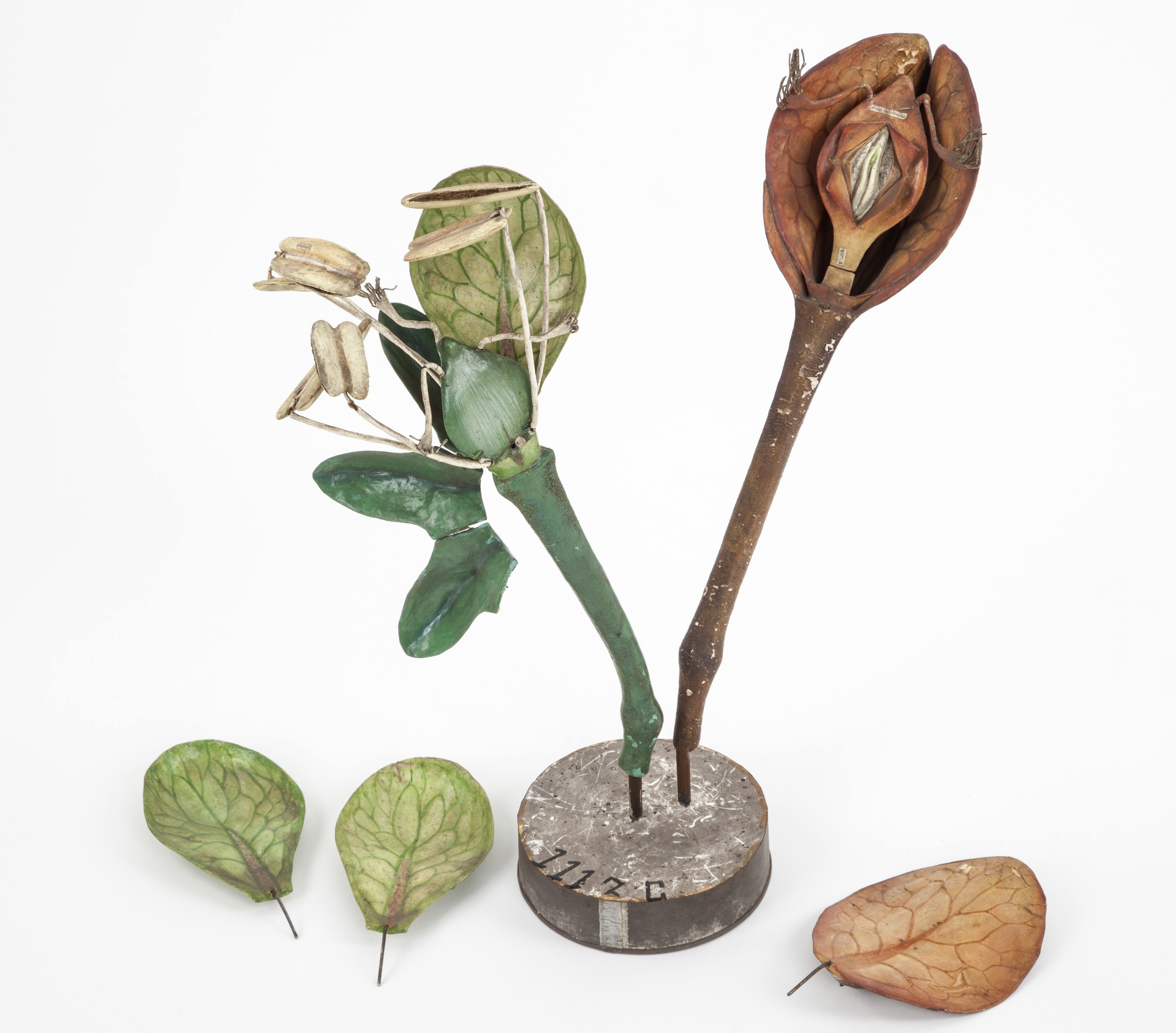
Fleur et graine de Rumex. Modèle pédagogique en papier-mâché du Dr. Auzoux (1877).

L'oseille contient de l'acide oxalique à une teneur élevée, préjudiciable à la calcification des os, et pouvant prédisposer à la formation de calculs rénaux et/ou au niveau de l'arbre urinaire en cas d'ingestion exagérée. Elle contient également du fer en quantité importante.
Le Rumex peut produire dans le sol plusieurs substances toxiques (terpénoïdes, alcaloïdes, tanins, anthraquinones, glycosides) destinées à inhiber la germination ou la croissance d'autres plantes de la rhizosphère (action inhibitrice par allélopathie), voire à les tuer (action biocide par allélopathie), afin de s'assurer un espace vital propre,.

## Plante hôte
Les diverses oseilles sont la plante hôte des chenilles de plusieurs papillons et en particulier les cuivrés, le Cuivré commun ou Bronzé (Lycaena phlaeas), le Cuivré mauvin (Lycaena alciphron), Lycaena clarki, le Cuivré mauve (Lycaena helloides), le Cuivré écarlate (Paleochrysophanus (Lycaena) hippothoe), le Cuivré du genêt (Lycaena thersamon), le Cuivré fuligineux Lycaena tityrus, le Cuivré de la verge-d'or (Lycaena virgaureae), mais aussi Acronicta rumicis, Agrotis clavis, Amata phegea, Amata ragazzii, Arctia plantaginis, Hippotion celerio, Hippotion osiris, Hyles livornica, Lacanobia oleracea, Malacosoma franconicum, Phragmatobia fuliginosa, Synansphecia doryliformis doryliformis et Synansphecia doryliformis icteropus, Triodia sylvina, Zygaena exulans.
Les papillons de nuit (hétérocères) suivants (classés par famille) se nourrissent d'oseille :
- phalène anguleuse (Geometridae),
- noctuelle gamma (Noctuidae),
- sphinx du liseron (Sphingidae),
- sphinx livournien (Sphingidae)[23],[24].

## Autour du mot oseille
- Le nom de l'oseille fut attribué au 24e jour du mois de frimaire du calendrier républicain ou révolutionnaire français[25], généralement chaque 14 décembre du grégorien.
- En argot, l'oseille sert à désigner l'argent au moins depuis la fin du XIXe siècle[1].